# Montpothier
Montpothier é uma comuna francesa na região administrativa de Grande Leste, no departamento de Aube. Estende-se por uma área de 7,72 km². Em 2010 a comuna tinha 336 habitantes (densidade: 43,5 hab./km²).